# Regla María Cárdenas
Regla María Cárdenas (Regla María Cárdenas Telo; * 21. Januar 1975 in Cárdenas) ist eine ehemalige kubanische Siebenkämpferin und Weitspringerin.
Bei den Leichtathletik-Juniorenweltmeisterschaften gewann sie im Siebenkampf 1992 in Seoul Bronze und 1994 in Lissabon Silber.
1993 holte sie im Siebenkampf jeweils Silber bei den Leichtathletik-Zentralamerika- und Karibikmeisterschaften und bei den Zentralamerika- und Karibikspielen.
1995 folgte in dieser Disziplin einer weiteren Silbermedaille bei den Zentralamerika- und Karibikmeisterschaften ein sechster Platz bei den Leichtathletik-Weltmeisterschaften in Göteborg.
Bei den Olympischen Spielen 1996 in Atlanta schied sie im Weitsprung in der Qualifikation aus und wurde Zwölfte im Siebenkampf.

## Persönliche Bestleistungen
- Weitsprung: 6,72 m, 14. Juni 1996, Havanna
- Siebenkampf: 6306 Punkte, 10. August 1995, Göteborg